# Alain Mathot
Alain Mathot (Seraing, 29 augustus 1972) is een voormalig Belgisch politicus voor de PS. 

## Levensloop
Alain Mathot is de zoon van PS-kopstuk en minister Guy Mathot. Na het diploma van kandidaat in de economische wetenschappen te hebben behaald, werd hij beroepshalve consultant en commercieel tussenpersoon. 
Hijzelf werd ook politiek actief bij de PS en was voor deze partij van 2000 tot 2004 gemeenteraadslid van Flémalle. In 2004 verhuisde hij van Flémalle naar Seraing om zich daar kandidaat te stellen bij de gemeenteraadsverkiezingen van 2006. Hij was bij die verkiezingen lijsttrekker van de PS en werd verkozen tot gemeenteraadslid. Mathot was van 2006 tot 2018 eveneens burgemeester van Seraing.
Van 2003 tot 2019 zetelde hij ook in de Kamer van volksvertegenwoordigers voor de kieskring Luik.
Mathot was tevens ondervoorzitter van intercommunale Publipart, waarvan de Luikse intercommunale Publifin aandeelhouder was. In nasleep van het Publifinschandaal, waarbij verschillende bestuurders van deze intercommunale riante vergoedingen kregen voor vergaderingen die nooit hadden plaatsgevonden, legde hij deze functie in februari 2017 neer. In september 2020 raakte bekend dat hij bestuurder werd bij voetbalclub Seraing.
In januari 2020 gaf Mathot in een e-mail aan de Luikse federatie van de PS aan dat hij zijn verbondenheid aan de partij wilde opschorten om zijn verdediging in het kader van zijn gerechtelijke vervolging in de Intradel-affaire grondig te kunnen voorbereiden. Omdat onduidelijk was of hij hiermee zijn ontslag uit de partij aankondigde, vroeg de tuchtcommissie van de Luikse PS-federatie Mathot om meer verduidelijking. In maart 2022 bevestigde hij dat hij zijn lidmaatschap van de PS wilde opzeggen, waarna de tuchtcommissie zijn beslissing bekrachtigde.

## Schandalen en gerechtelijke affaires

### Intradel-affaire

#### Verdenkingen van corruptie
Mathot werd door het Luikse gerecht verdacht van corruptie met betrekking tot de openbare aanbesteding van de bouw van een afvalverbrandingsoven in Herstal. Concreet ging het om de bouw van afvalverbrandingsoven Uvelia door het Franse bedrijf Inova France in opdracht van de Luikse afvalintercommunale Intradel voor ongeveer 170 miljoen euro. Bij de toewijzing van de aanbesteding aan Inova zou er smeergeld betaald zijn. De zaak ging aan het rollen na een anonieme brief uit 2007 aan het Luikse gerecht waarin de corruptie werd aangeklaagd. Daarin werden ook de namen van andere belangrijke socialistische politici genoemd, zoals Michel Daerden en Frédéric Daerden. In mei 2010 werden bij Mathot huiszoekingen uitgevoerd naar aanleiding van de beschuldigingen. Toen was de Kamer van Volksvertegenwoordigers net ontbonden, waardoor Mathot geen parlementaire onschendbaarheid meer genoot.
Eind 2011 werd Mathot in de zaak door de onderzoeksrechter in verdenking gesteld voor passieve corruptie en witwaspraktijken. Hij werd ervan verdacht ongeveer 720.000 euro aan smeergeld ontvangen te hebben. In totaal zou er mogelijks ongeveer 13 miljoen euro aan smeergeld zijn verdeeld in de zaak. In sommige kranten werden gelijkenissen getrokken tussen Alain Mathot en zijn vader Guy Mathot, die in het verleden ook in verschillende corruptiezaken genoemd werd (maar nooit veroordeeld werd).

#### Parlementaire onschendbaarheid
In maart 2015 vroeg het Luikse parket-generaal de opheffing van de parlementaire onschendbaarheid van Mathot aan de Kamer van Volksvertegenwoordigers om hem te kunnen vervolgen in de zaak. Mathot reageerde dat hij nog steeds de corruptiefeiten die hem ten laste werd gelegd betwistte, en beklaagde zich ook over de vele lekken uit het onderzoek naar de pers.
De Kamercommissie Vervolgingen adviseerde echter met vijf stemmen tegen twee van niet op het verzoek in te gaan. Volgens het advies van de Kamercommissie Vervolgingen was het strafdossier "onvoldragen om het door de rechter ten gronde te laten beoordelen". Hendrik Vuye (toen nog lid van de N-VA) haalde als rapporteur voor de commissie onder andere aan dat het strafdossier tegen Mathot werd opgebouwd rond de verklaringen van één persoon waarvan de geloofwaardigheid onvoldoende zou onderzocht zijn, dat het onderzoek vooral à charge en niet à décharge gevoerd zou zijn, en dat belangrijke onderzoekshandelingen samen leken te vallen met politiek belangrijke momenten. Voor wat betreft dat laatste werd er onder andere verwezen naar de huiszoekingen bij Mathot tijdens de Kamerontbinding in 2010, de inverdenkingstelling van Mathot op het moment van de regeringsvorming in 2011 en het opstellen van de strafvordering tegen Mathot op het moment dat de kieslijsten voor de federale verkiezingen van 2014 werden samengesteld. Veel van deze momenten gingen ook gepaard met lekken naar de pers.
In april 2016 volgde de plenaire vergadering van de Kamer van Volksvertegenwoordigers dat advies en verwierp het verzoek om Mathot's onschendbaarheid op te heffen. N-VA, Open Vld, PS en sp.a stemden met 81 stemmen voor de weigering, terwijl CD&V, MR, Ecolo-Groen en PVDA met 49 stemmen tegen stemden (Vlaams Belang en cdH onthielden zich). Dat de onschendbaarheid van Mathot niet werd opgeheven, kwam de toenmalige federale coalitiepartners Open Vld en N-VA op kritiek te staan van de MR. De N-VA wees de beschuldiging dat ze Mathot de hand boven het hoofd wou houden echter van de hand; zij wezen op het zwakke strafdossier tegen Mathot.

#### Vonnis andere verdachten
De weigering om Mathot's onschendbaarheid op te heffen stond wel niet in de weg dat de andere verdachten vervolgd werden. In juni 2018 velde de Luikse correctionele rechtbank zijn honderden pagina's tellend vonnis in de zaak. De rechtbank achtte de corruptie bewezen en veroordeelde twaalf beklaagden tot boetes, beroepsverboden en gevangenisstraffen met uitstel. Drie andere beklaagden werden vrijgesproken. Daarnaast werden ook vier bedrijven (waaronder Inova France) veroordeeld en werden aanzienlijke sommen geld verbeurd verklaard. Opvallend genoeg oordeelde de rechtbank in haar vonnis zijdelings bij het vaststellen van de schuld van de anderen dat Mathot wel degelijk smeergeld zou hebben ontvangen. Volgens de rechtbank was het bewezen dat Philippe Leroy als ex-directeur van Inova France 720.000 euro aan smeergeld aan Mathot had betaald.
Ook nadat de Luikse correctionele rechtbank impliciet zijn schuld bevestigde, hield Mathot nog steeds vast aan zijn onschuld. Hij kondigde ook zijn politieke afscheid uit zowel de gemeentelijke als de federale politiek aan, om zich op zijn verdediging te concentreren. Tevens gaf hij aan werk te zullen maken van zijn politieke opvolging.

#### Opnieuw vervolgd
Op 29 juni 2019 maakte het Luikse gerecht bekend dat het Mathot opnieuw wou vervolgen in verband met de corruptiezaak rond de verbrandingsoven. Omdat Mathot niet herverkozen werd in de federale verkiezingen van 2019, genoot hij namelijk niet langer de parlementaire onschendbaarheid. Twee dagen na die aankondiging velde het hof van beroep van Luik op 1 juli 2019 een arrest in de zaak met betrekking tot 12 andere betrokkenen. Zij hadden hoger beroep aangetekend tegen hun veroordeling in eerste aanleg. In het arrest bevestigde het hof grotendeels het eerdere vonnis: het sprak een van de 12 vrij, veroordeelde de anderen tot boetes en gevangenisstraffen met uitstel en bevestigde de verbeurdverklaring van aanzienlijke sommen geld. In het arrest bevestigde het hof zijdelings ook opnieuw de schuld van Mathot bij het vaststellen van de schuld van de andere betrokkenen.
Op 31 juli 2019 had Mathot voor de Luikse raadkamer moeten verschijnen die zou beslissen over een verwijzing naar de correctionele rechtbank. Echter werd een vordering ingesteld tot onttrekking van de zaak aan de rechter bij het Hof van Cassatie tegen het Luikse gerecht, waardoor de procedure voor de raadkamer uitgesteld werd. Mathot's advocaat meende dat hij niet meer op een "onpartijdige manier" berecht kon worden in Luik omdat hij daar "al schuldig bevonden was zonder zelf gedaagde te zijn". Daarmee verwees hij naar het feit dat het Luikse gerecht eerder al had geoordeeld dat Mathot wel degelijk smeergeld had ontvangen bij het berechten van de andere betrokkenen in de zaak. Op 7 augustus 2019 oordeelde het Hof van Cassatie dat de vordering niet onontvankelijk was. Op 18 september 2019 verwierp het Hof van Cassatie de vordering bij de behandeling ten gronde. Na deze verwerping werd 31 oktober 2019 als nieuwe datum vastgelegd voor de behandeling van de zaak voor de Luikse raadkamer.
Na een zeker uitstel besloot de Luikse raadkamer op 16 december 2019 om Mathot naar de correctionele rechtbank te verwijzen.

#### Proces correctionele rechtbank
Eind februari 2020 vond een inleidende zitting plaats voor de correctionele rechtbank van Luik, waar een kalender werd vastgelegd voor de behandeling van de zaak. Op die zitting bleek dat Mathot in 2017 een klacht had neergelegd bij het Franse gerecht tegen de intussen veroordeelde Philippe Leroy, ex-directeur van Inova France, voor schending van het beroepsgeheim en het geheim van het onderzoek. De verdediging van Mathot verzocht dat de elementen uit dat dossier bij de zaak zouden worden gevoegd. Een eerste zitting ten gronde had moet plaatsvinden op 2 april 2020, maar werd voor onbepaalde duur uitgesteld naar aanleiding van de coronacrisis. In februari 2021 sprak de correctionele rechtbank Mathot vrij van corruptie, valsheid in geschrifte, witwassen van geld, misbruik van vennootschapsgoederen en overtredingen in verband met openbare veilingen, volgens het vonnis omdat er geen bewijs was gevonden dat de voormalige burgemeester van Seraing geld had ontvangen van Philippe Leroy. Wel werd hij veroordeeld voor fraude in een verwant dossier met betrekking tot werken die in zijn woning werden gevoerd. Het parket was het niet eens met het vonnis van de rechtbank en besloot in beroep te gaan.
Op 11 maart 2022 deed het Hof van Beroep uitspraak in het proces tegen Mathot. Het Hof verklaarde hem schuldig aan de corruptie met betrekking tot de openbare aanbesteding van de bouw van een verbrandingsoven Uvelia en veroordeelde hem daarvoor tot een voorwaardelijke celstraf van 12 maanden voor een periode van vijf jaar en een boete van 5.000 euro. De tenlasteleggingen omtrent valsheid in geschrifte, misbruik van vennootschapsgoederen en de overtredingen in verband met openbare aanbestedingen werden niet weerhouden. Daarnaast bevestigde het Hof van Beroep zijn veroordeling voor belastingontduiking in het kader van het niet betalen van 4.800 euro btw voor renovatiewerken aan zijn woning en kreeg Mathot voor deze tenlastelegging een boete van 2.750 euro opgelegd. Daarenboven werd 700.000 euro verbeurd verklaard en werd Mathot voor een periode van vijf jaar uit zijn burgerrechten ontheven. Mathot en zijn advocaten waren het niet eens met die uitspraak, die volgens hen louter gebaseerd was op verklaringen van één persoon, en besloten in cassatie te gaan. In november 2022 verwierp het Hof van Cassatie het cassatieverbod dat Mathot en zijn advocaten hadden ingesteld en werd de veroordeling van Mathot in beroep herbevestigd.

### Aankoop Thaise villa
In november 2017 opende het Luikse parket-generaal een (nieuw) onderzoek naar Mathot met betrekking tot de aankoop van een luxevilla op het eiland Koh Samui in Thailand. Mathot kocht de villa aan voor 475.000 euro in 2016 enkele weken nadat de Kamer van Volksvertegenwoordigers weigerde zijn onschendbaarheid op te heffen. Het parket-generaal vermoedde dat de aankoop diende om verdacht geld wit te wassen en wou de oorsprong van de geldmiddelen onderzoeken. In dit verband werd in januari 2019 een huiszoeking uitgevoerd bij Mathot in aanwezigheid van toenmalig Kamervoorzitter Siegfried Bracke. Het onderzoek naar de Thaise villa werd in mei 2019 bekendgemaakt door het Franstalige weekblad Le Vif/L'Express en het Vlaamse nieuwsmedium Apache.
Zij berichtten dat Mathot voor de aankoop een lening van 200.000 euro zou hebben gekregen van Erik Van der Paal, de topman van vastgoedbedrijf Land Invest Group, via verschillende tussenvennootschappen. Concreet zou de 200.000 euro eerst uitgeleend zijn door het Luikse pensioenfonds Ogeo Fund aan Land Invest Group (waarvan Ogeo Fund 50% aandeelhouder was). Vervolgens werd het geld doorgegeven aan Elba Advies, een bedrijf van Marc Schaling en Erik Van der Paal (en de andere aandeelhouder van Land Invest Group). Elba Advies leende het bedrag ten slotte aan Almaure, het vastgoedbedrijf van Mathot. De oorsprong van de overige 275.000 euro bleek onduidelijk, maar het parket-generaal vermoedde hoe dan ook dat het witgewassen geld betrof. Er werden verschillende mogelijkheden geopperd waar de verdachte som van 275.000 euro van afkomstig zou kunnen zijn: de 720.000 euro die Mathot volgens de Luikse correctionele rechtbank als smeergeld had ontvangen, het miljoen euro aan verborgen vergoedingen die Léon-François Deferm (een vriend van de familie Mathot) in dezelfde zaak zou ontvangen hebben, of het hypothetisch verborgen vermogen dat Mathot's overleden vader vergaard had maar nooit in de officiële nalatenschap is verschenen (Guy Mathot liet officieel ongeveer 300.000 euro na aan zijn nabestaanden). Mathot zelf zou geen duidelijkheid hebben willen verschaffen aan de onderzoekers over de herkomst van het geld en ook maatregelen hebben genomen om zijn aankoop van de villa verborgen te houden.

### Activiteiten als vastgoedmakelaar
Na zijn afscheid uit de politiek werd Mathot actief als vastgoedmakelaar en richtte hij zijn eigen vennootschap Almaure op. Tussen mei 2019 en augustus 2022 werkte deze vennootschap samen met Erik Van der Paal, aan wie Mathot maandelijks 25.000 euro bruto factureerde. Aan deze samenwerking, die drie jaar en vijf maanden duurde, verdiende hij in totaal 1.025.000 euro bruto. Van mei 2019 tot januari 2020 factureerde Mathot tien bedragen ter totaalwaarde van 250.000 euro aan Van der Paals vennootschap Alesia via de vennootschap Almaure, waarvan hij en zijn moeder de enige bestuurders waren. Van februari 2020 tot augustus 2022 verstuurde hij 31 facturen ter totaalwaarde van 750.000 naar Alesia via vennootschap Consultam, die Mathot eveneens samen met zijn moeder had opgericht. 
In ruil voor die bedragen werkte Mathot volgens Van der Paal aan een hotelproject in Marbella, dat door de coronacrisis uiteindelijk niet van de grond kwam. Daarnaast voerde Mathot voor Alesia verschillende vastgoedprojecten uit in Brussel en Wallonië, waaronder een project met 60 appartementen in Namen en een project met 300 appartementen in Sint-Lambrechts-Woluwe, die echter allebei nog op een vergunning wachtten. Daarnaast was Mathot volgens Van der Paal betrokken bij de bouw van een gascentrale in Tunesië, waarin ook Waalse industriëlen actief in de energiesector participeerden, een project dat nog in uitvoering is.